# Linyphia petrunkevitchi
Linyphia petrunkevitchi là một loài nhện trong họ Linyphiidae.
Loài này thuộc chi Linyphia. Linyphia petrunkevitchi được Carl Friedrich Roewer miêu tả năm 1942.